# Славковиці (Коростенський район)
Славко́виці — село в Україні, в Народицькій селищній територіальній громаді Коростенського району Житомирської області. Населення становить 7 осіб.

## Географія
Селом протікає річка Безіменна, права притока Звіздаля.

## Історія
Колишня назва Славковичі, до 1939 року колонія.